# فريتز ديتريش
فريتز ديتريش (بالألمانية: Fritz Dietrich)‏ هو عالم موسيقى وملحن ألماني، ولد في 1 فبراير 1905 في بفورتسهايم في ألمانيا، وتوفي في 1945.